# أندرياس فيلي
أندرياس فيلي (بالإنجليزية: Andreas Willie)‏ (5 يناير 1985 - ) هو لاعب كرة قدم سانت لوسيا في مركز الدفاع. شارك مع منتخب سانت لوسيا لكرة القدم.

## وصلات خارجية
- أندرياس فيلي على موقع الاتحاد الدولي (مؤرشف)  (الإنجليزية)
- أندرياس فيلي على موقع ناشيونال فوتبول تيمز (الإنجليزية)